# ورونیک داسن
ورونیک داسن (انگلیسی: Véronique Dasen؛ زادهٔ ۱۹۵۷) تاریخ‌نگار و باستان‌شناس کلاسیک اهل سوئیس است.